# فرکال
فرکال (به پرتغالی: Fercal) یک منطقهٔ مسکونی در برزیل است که در ناحیه فدرال (برزیل) واقع شده‌است.